# 渋川スカイランドパーク
渋川スカイランドパーク遊園地（しぶかわスカイランドパークゆうえんち  略称: スカパー）とは、群馬県渋川市金井2843番地3にある遊園地。

## 渋川スカイランドパーク遊園地
標高460mの高台に広がる立地に建てられた遊園地である。1998年（平成10年）3月にオープン。渋川市の指定管理運営を受けており、現在、公益財団法人渋川市まちづくり財団によって管理運営されている。

### 有料アトラクション
- 観覧車「はなまる」
  - 同遊園地のシンボルの一つ。標高460ｍからの眺めで市内のほぼ全域や上越の山々をみることができる。全高50m、一周約12分。
- メリーゴーラウンド
  - 同遊園地のシンボルの一つである２階建てのメリーゴーラウンド。
- 列車るんるん号
- くるくるどんぐり
  - どんぐりの形を模したコーヒーカップ型アトラクション。
- アストロファイター
  - 飛行機が回るだけではなく前方の飛行機を撃ち落すことができる（撃ち落とすといっても、下に下がるだけで上がってこられないというわけではない）。
- ロッキング・タグ
  - カートゥーン調の船を模したバイキング型アトラクション。
- ネイブルコースター
  - コースを２周回るジェットコースター型アトラクション。
- スカイスライダー
  - 高さ7ｍのエアー式の日本一大きなすべり台型アトラクション。
- アドベンチャーツアーズ
- サイクルモノレール
- おもしろ自転車
- 氷の館アラスカランド（季節限定）
- お化け屋敷～妖怪伝説～
- ゴーストの館
- スカイはうす
- ゴーカート
- バッテリーカー(100円硬貨)

### 無料アトラクション
- アスレチックコーナー
- ちびっこウォーターランド
- 巨大迷路(きょだいめいろ)
- らくがきコーナー

## 園内情報
- 駐車場:800台
- トイレ
- お土産屋
- 食事所
  - スカイレストラン、スカイフード、クレープハウス
- カーニバルコーナー
  - クレーンゲームや同遊園地独自のゲーム筐体が設置された有料で遊ぶゲームコーナー。同遊園地独自のゲーム筐体では景品として出てくるカプセルを集めて様々な景品と交換できる。
  - 園内各所に定置式乗物があり、3歳未満の子供でも楽しめる施設が充実している。

## 利用料金[3]
- 入園料（3月から10月）
  - 大人：500円
  - 子供(3歳から中学生まで)：300円
  - 3歳未満：無料
  - 障害者及び付き添い：無料
- 1DAYパス
  - 大人（高校生以上）：2,000円
  - 子供(3歳から中学生まで)：1,500円
  - シニア(60歳以上)：1,500円
  - 障害者及び付き添い(大人)：1,700円
  - 障害者及び付き添い(子供)：1,200円
- 冬期入園・冬期1DAYパス(11月から2月)
  - 入園のみ：無料
  - 大人(高校生以上)：1,800円
  - 子供(3歳から中学生まで)：1,300円
  - シニア(60歳以上)：1,300円

## 沿革
- 1998年（平成10年）3月26日 - 開園
- 2021年（令和3年）12月25日- 来園者数400万人突破[4]
- 2023年（令和5年） 3月26日 - 開園25周年記念

## 所在地
- 群馬県渋川市金井2843番地3

## 開園時間
- 午前9時 - 午後5時
- 午前10時 - 午後4時（11月 - 2月）
- 休園日   毎週火曜日（祝日の場合翌日休園）12月31日、元日
- その他、天候不良により臨時休園あり

## アクセス
渋川駅からバスで15分

## 周辺
- 伊香保温泉
- 伊香保グリーン牧場
- 伊香保おもちゃと人形自動車博物館